# Cyathea approximata
Cyathea approximata là một loài thực vật có mạch trong họ Cyatheaceae. Loài này được Bonap. mô tả khoa học đầu tiên năm 1917.